# Fiuminata
Fiuminata település Olaszországban, Marche régióban, Macerata megyében. Lakosainak száma 1276 fő (2023. január 1.). Fiuminata Castelraimondo, Fabriano, Nocera Umbra, Sefro, Serravalle di Chienti, Esanatoglia, Matelica és Pioraco községekkel határos.

## Népesség
A település lakossága az elmúlt években az alábbi módon változott:
| Lakosok száma | 1378 | 1332 | 1276 |
|               | 2017 | 2018 | 2023 |